# Zivilreligion
Als Zivilreligion wird der religiöse Anteil einer politischen Kultur verstanden, der nach Robert N. Bellah notwendig ist, damit ein demokratisches Gemeinwesen funktioniert. Prinzipiell können alle Identität stiftenden oder Akzeptanz schaffenden Elemente für eine Kultur die Funktion religiöser Anteile erfüllen. Zivilreligiös sind in diesem Sinne alle kulturellen Anteile, die alleine durch politisches Handeln nicht verändert, abgeschafft oder eingeführt werden können.
Die Voraussetzung für Zivilreligion ist die Trennung von Kirche und Staat. Staatliche und religiöse Zielsetzungen differieren. Da religiöse Aspekte aber auch in anderen als nur religiösen Angelegenheiten mitentscheidend sind, entsteht der Begriff Zivilreligion.

## Ältere Theoretiker
Der Begriff einer Zivilreligion ist ein Produkt der Aufklärung: Er stammt aus Jean-Jacques Rousseaus (1712–1778) politischer Abhandlung Contrat social („Gesellschaftsvertrag“, 1762). Nach Rousseau ist die Religion politischen Erfordernissen nicht gewachsen (Krieg, Machtmissbrauch). Er versteht die religion civile als ein bürgerliches, verpflichtendes Glaubensbekenntnis mit einfachen Dogmen: Die Existenz Gottes, das Leben nach dem Tod, die Vergeltung von Gerechtigkeit und Ungerechtigkeit, die Heiligkeit des Gesellschaftsvertrages und der Gesetze, die Toleranz. Sie sorgt dafür, Mensch und Bürger, Privatheit und Öffentlichkeit, zu trennen. Gottfried Wilhelm Leibniz operierte mit einem Begriff von cultus civilis. Eine Form der säkularen Vernunftreligion entwickelt Immanuel Kant als Die Religion innerhalb der Grenzen der bloßen Vernunft.
Aus philosophischer Sicht gehen sowohl der Grundgedanke von einer Religion der Weisheit als auch die Vorstellung von einer Seele, mit welcher der Mensch am höchsten Guten seinen Anteil hat, auf die Ideenlehre und auf die Seelenlehre von Platon zurück: „Das Göttliche aber ist das Schöne, das Wahre, das Gute und was sonst derartig ist. Von diesen nun nährt und kräftigt sich der Seele Gefieder am meisten, vom Häßlichen aber und Bösen und was sonst von jenem das Gegenteil ist, schwindet es und vergeht.“

## Zivilreligion in den USA
Robert N. Bellah griff diese Hinweise 1967 auf, um damit Funktionen im amerikanischen Gemeinwesen zu beschreiben. Seine These ist, dass es neben den Kirchen eine von ihnen deutlich unterscheidbare, entwickelte und fest institutionalisierte Religion gibt, die sog. Civil Religion. Bellah beschreibt Phänomene einer allgemeinen Religiosität im politischen Bereich. Als Beispiele nennt er Präsidentenreden mit dem wiederkehrenden Thema der amerikanischen Bestimmung unter Gott („In God we trust“). Weitere Elemente einer solchen Religion sind für ihn die amerikanische Geschichtsdeutung, die oft starke Parallelen zum Alten Testament hat, mit den USA als New Israel (God’s own nation), dem Atlantik als Schilfmeer und der Unabhängigkeits- und Grundsatzerklärung analog zu den Zehn Geboten. Teil eines zivilreligiösen Ritus sind für ihn auch die dazugehörigen Feiertage.
Robert N. Bellah hat das Konzept der Zivilreligion in seinen Studien über die US-amerikanische Gesellschaft neu verwandt. Zivilreligion als analytisches Konzept eignet sich zur Beschreibung bestimmter religiöser Einstellungen, die von den meisten Mitgliedern der Gesellschaft geteilt werden. Für den von Bellah untersuchten Fall USA lässt sich folgendes feststellen: Zivilreligiöse Einstellungen werden mit Hilfe verschiedener Symbole ausgedrückt, zu denen neben nationalen Symbolen, z. B. der amerikanischen Flagge, auch Symbole mit stark biblischer Konnotation gehören. Diese zivilreligiösen Symbole treten vor allem im öffentlichen Raum auf und weniger in den eigentlichen religiösen Räumen der verschiedenen amerikanischen Religionsgemeinschaften. Besonders hervorzuheben ist die Benutzung von zivilreligiösen Symbolen in der politischen Rhetorik: Elemente der US-amerikanischen Zivilreligion sind der häufige Bezug zu Gott in Politikerreden. Aber auch die häufige Erinnerung und Ermahnung, dass die Vereinigten Staaten von Amerika für bestimmte Werte stehen, die von allen Amerikanern geteilt werden (sollten), können als zivilreligiös angesehen werden, da hierdurch ein ideelles Selbstbild der amerikanischen Gesellschaft zum Ausdruck kommt.
Die allgemeine Religiosität wird also mit Verfassungs-Patriotismus und Nationalstolz zu einer Einheit verbunden. Diese US-amerikanische Art des politischen Denkens spiegelt das Schlagwort vom Kampf der Kulturen wider, das wiederum mit der „post-säkularen“ Idee von der „Rückkehr der Religionen“ zusammengebracht wird. Ein anschauliches Dokument der Verbindung von Religion und Patriotismus in den USA ist das noch heute populäre Lied The Battle Hymn of the Republic aus der Zeit des Amerikanischen Bürgerkriegs mit dem Refrain „Glory, glory, hallelujah …“.

## Anwendbarkeit für Deutschland und Europa
Verglichen mit den USA lässt sich das – dortige – Konzept der Zivilreligion für Deutschland nicht im gleichen Maße anwenden. Weder gibt es nationale Symbole mit vergleichbarer Stellung, die ähnliche Reaktionen in der Gesamtbevölkerung hervorrufen, noch ist der öffentliche Raum von religiösen Symbolen geprägt, die einem ideellen Selbstbild Ausdruck verleihen (siehe dazu das Kruzifix-Urteil). Allerdings zeigt die Diskussion um das Konzept einer „Leitkultur“, wie auch die deutsche Auseinandersetzung mit der Vergangenheit, erste Anzeichen, die auf eine Entstehung eines zivilreligiösen Symbolschatzes hinweisen.
Die Frage nach einer Zivilreligion bzw. nach einem gemeinsamen Fundus an Ritualen und religiös konnotierten Selbst-Bildern lässt sich hingegen auf der europäischen Ebene feststellen: Die Diskussion um eine ‚europäische‘ Leitkultur, um einen Gottesbezug in der Europäischen Verfassung und um einen möglichen Beitritt der Türkei zur Europäischen Union sind hier aktuelle Diskussionsfelder.
Für die Evangelische Kirche Deutschlands erklärt Bischof Wolfgang Huber, dass Amerika und Deutschland über „zwei konträre Zivilreligionen“ verfügten.
Diskutiert werden in Deutschland aber die Idee und der Begriff des „Verfassungspatriotismus“. Dieser enthält wesentliche Elemente des Begriffs der Zivilreligion in einem hochpolitischen Sinne.
Hans Küngs Idee von einem Weltethos verbindet ebenfalls nicht nur die säkulare Ethik mit der Idee der Religion, sondern setzt auch auf eine politische Bewegung.

## Deutsche Diskussion

### Überblick
Der Gedanke der Zivilreligion beruht auf seinen zwei Teilen, auf dem des Zivilen, der auf das römische Bürgerrecht (civis) zurückgeht und auch den status civilis im Sinne des Naturrechts mitbestimmt, sowie auf der Idee der Religion. An sich Getrenntes wird damit in einer für beide Seiten, der weltlichen wie der religiösen Seite, letztlich provokativen Weise vereint, um damit einen sozial-realen Zustand zu beschreiben.
Dabei bündelt der Begriff Zivilreligion zumindest drei verschiedene Sichtweisen.
So vereint die Idee der Zivilreligion schon bei Rousseau zwei große Ausrichtungen. Rousseau bezieht sich einerseits allgemein auf das „Göttliche“, aber dann schreibt er: „Es gibt demnach ein rein bürgerliches Glaubensbekenntnis, und die Festsetzung seiner Artikel ist lediglich Sache des Staatsoberhauptes“. In der Demokratie ist dies also die Sache der zivilen Gesellschaft der Demokraten. Mit ihrer religiösen Ausrichtung, etwa dem Gottesbezug, umfasst die Idee von der Zivilreligion also heute zum einen die Frage nach der Rolle der Religionen „in der Zivilgesellschaft“. Aber zumindest gleichrangig verfügt die Idee der Zivilreligion, und zwar je nach ihrem nationalen Staats- und Gesellschaftsverständnis unterschiedlich, über eine weitgehend weltliche Seite, im Sinne einer „säkularen Religion der Zivilgesellschaft“.
Eine neue dritte, die sozial-anthropologische Idee der Religiosität im Sinne einer menschlichen Konstante zeigt Thomas Luckmann, schon 1967, in seiner berühmten Schrift „Die unsichtbare Religion“ auf. Zum einen gehe es vor allem um die „Aufrechterhaltung von Symbolwelten über die Generationenfolge hinweg“. Zum anderen und bezüglich der Ausbildung eines individuellen Selbst werde ein menschlicher „biologischer Organismus zur Person, indem er mit anderen einen objektiv gültigen, aber zugleich subjektiv sinnvollen innerlich verpflichtenden Kosmos bildet“.

### Deutsche Ansätze
In die Diskussion um Bedeutung und Wesen der Zivilreligion bringen die Fachwissenschaften ihre jeweiligen Grundausrichtungen mit ein:
- Rousseaus Idee von der bürgerlichen Religion in ihrer vollen Breite hat zunächst der politische Philosoph Hermann Lübbe wieder aufgegriffen. In seiner Nachfolge begreift Heinz Kleger die Zivilreligion vor allem als Bürgerreligion. Er prüft, ob schon von einer „europäischen Zivilreligion“ zu sprechen sei, und verneint dies, weil es an einem gemeinsamen Bürgerempfinden fehle.[10]
- Nach den „vorpolitischen Grundlagen politischer Ordnung“ fragt der Politologe Herfried Münkler, und zwar unter dem Generaltitel Bürgerreligion und politische Bürgertugend und der Konkretisierung als „moralischer Ordnung“.[11]
- Der Soziologe Niklas Luhmann verwendet den Begriff der „Religion der Gesellschaft“. „Funktion“, „Leistung“ und „Reflexion“ des Religionssystems würden sich zwar unter Bedingungen funktionaler Differenzierung des sozialen Systems verändern, aber sie blieben grundsätzlich erhalten.[12]
- Auf die „Werteordnung der Verfassung“, die auch das Bundesverfassungsgericht betone, verweist  der Staatsrechtler Ernst-Wolfgang Böckenförde. Er unterstreicht zudem deren Funktion der Selbststabilisierung, sorgt sich aber auch darüber, dass diese Idee auf eine Art von staatlichem Totalitarismus hinaus laufe.[13]
- Aus einer staatsrechtlichen Sicht, die die Neutralität des „modernen Verfassungsstaates“ in den Mittelpunkt stellt, diskutiert Horst Dreier das Verhältnis von „Säkularität und Sakralität“. Seine These lautet, der Staat müsse die Wiederkehr des Religiösen säkular verwalten. Es bedürfe keiner sakralen Aura und keines Mythos. Insofern fordert er die „religiös-weltanschauliche Neutralität“ des Staates ein.[14] Er sieht aber in der Menschenwürde ein „Derivat des Christentums“,[15] und er erörtert dann doch auch die „Dignität der bürgerlichen Ordnung“.[16]
- Der Religionsphilosoph Michel Kühnlein benutzt den Begriff der „Vernunftreligion“, der die philosophische Form der Zivilreligion darstellt, und setzt ihr die Idee der Existenz-Theologie gegenüber.[17]
- Aus philosophisch-anthropologischer Sicht erklärt Klaus Hammacher:[18] „Die neue Zivilreligion hat rein ideologischen Charakter …“. Dabei steht Hammacher zwar der Idee der Zivilreligion als solcher kritisch gegenüber, aber nur weil er sie lediglich als eine „öffentlich anerkannte Meinung“ deutet, der deshalb eine „echte Tabuisierung“ fehle, „wie sie mit der Idee der Gerechtigkeit als transzendentem Prinzip dem Recht zugrunde liegt.“[19]

### Näheres

#### Definitionen
In Lübbes Nachfolge fächern die politischen Philosophen Heinz Kleger und Alois Müller den Begriff der Zivilreligion breit und in folgender Weise auf:
- bürgerliche Religion als privatistisches Christentum,
- Religion des Bürgers als Philosophie des Bürgers,
- politische Religion aus Sicht der politischen Soziologie,
- Zivilreligion im amerikanischen Sinne als Aufladung der Politik und der Zivilgesellschaft durch religiöse Elemente,
- Staatsreligion im deutschen Sinne des Bekenntnisses zur Verfassung und deren Grundelementen als Zivilreligion,
- Kulturreligion als über- und postkonfessionelle Säkularisierung im Verfassungsstaat im weiten Sinne, als Staat, Recht und Kultur.

Kleger / Müller bieten zur Verdeutlichung zudem ein Panorama an, dem die Aufteilung in vier Disziplinen zugrunde liegt:
- aus der Sicht der soziologischen Systemtheorie: Religion als „generalisierte Werte in einer funktional differenzierten Gesellschaft“,
- aus der Sicht der Staatsphilosophie: Religion als kulturelle Erhaltungsbedingung des liberalen Staates,
- aus der Sicht der Verfassungstheorie: Religion als „strukturelles Verhältnis von Staat, Gesellschaft und Kirche“
- aus der Sicht der christlichen Theologie: eine „christliche Philosophie der entzweiten Existenz“,
- sowie: Religion als „politisch-theologisches Verhältnis von Staat, Gesellschaft und Kirche“.

Anzufügen ist die psychologische Seite der Zivilreligion: Religion als Struktur der emotional-geistigen Ausprägung und Verankerung der „Identität des einzelnen Menschen und seiner Gemeinschaften“.

#### Postsäkulare Gesellschaft
Jürgen Habermas prägte im Spätherbst 2001 in seiner Paulskirchenrede den Ausdruck der postsäkularen Gesellschaft. Der liberale Rechtsstaat sei gehalten, möglichst schonend mit den vorpolitisch-sittlichen Quellen umzugehen, aus denen sich „das Normbewusstsein und die Solidarität von Bürger speisen.“ Und er fügt einordnend an: „Dieses konservativ gewordene Bewusstsein spiegelt sich in der Rede von der postsäkularen Gesellschaft“. An anderer Stelle meint Habermas allerdings auch, dass sich damit jedenfalls für den „Verfassungsstaat“, den er offenbar vom liberalen Staat getrennt sieht, kein legitimatorischer Mehrwert ergebe.
Dem Habermasschen Aspekt des Post-Säkularen vermag man dennoch den Gedanken der „Rückkehr der Religionen“ eng an die Seite zu stellen. In diesem Sinne greift ihn jedenfalls der Religionsphilosoph Kühnlein auf und sieht im vor-politischen Raum den Platz für die Religionen. Aber er erklärt dann auch, damit solle aber nicht gesagt werden, „dass die Religion in Bezug auf die Artikulierung einer zivilreligiösen Basisideologie wieder exklusive Besitzstände der politischen Legitimitätsbejahung für sich reklamieren könnte …“

#### Präambeln der Verfassungen und Konventionen
Bekenntnishaften Charakter offenbaren die weitgehend säkularen Präambeln der westlichen Verfassungen und diejenigen der transnationalen Menschenrechtskonventionen. So lauten Satz zwei bis vier der Präambel der Grundrechtecharta der Europäischen Union von 2009:
„In dem Bewusstsein ihres geistig-religiösen und sittlichen Erbes gründet sich die Union auf die unteilbaren und universellen Werte der Würde des Menschen, der Freiheit, der Gleichheit und der Solidarität. Sie beruht auf den Grundsätzen der Demokratie und der Rechtsstaatlichkeit. Sie stellt die Person in den Mittelpunkt ihres Handelns, indem sie die Unionsbürgerschaft und einen Raum der Freiheit, der Sicherheit und des Rechts begründet.“
Axel Montenbruck baut unter anderem darauf (seit 2010) eine vorrangig säkulare, aber für Religionen offene Reihe von Einzelschriften auf, die den Gesamttitel „Zivilreligion. Eine Rechtsphilosophie als Kulturphilosophie“ tragen. Konstruktion und Hauptthesen beschreiben die vier Einzeltitel:
(I) Grundlegung: Demokratischer Präambel-Humanismus. Westliche Zivilreligion und universelle Triade „Natur, Seele und Vernunft“.
(II) Grundelemente: Zivile Versöhnung. Ver-Sühnen und Mediation, Strafe und Geständnis, Gerechtigkeit und Humanität aus juristischen Perspektiven.
(III) Normativer Überbau: Weltliche Zivilreligion. Idee und Diskussion, Ethik und Recht. Sowie als Anthropologie: Ganzheitlicher Überbau: Mittelwelt und Drei-Drittel-Mensch. Sozialreale Dehumanisierung und Zivilisierung als synthetischer Pragmatismus.
„Der Präambel-Humanismus lässt sich also, sobald man sich ausdrücklich zu ihm bekennt, als eine „Ersatzreligion der Vernünftigen“ deuten. Die Verwendung des Wortes Religion stellt dabei – auch – eine rationale Selbstkritik dar.“

#### Glaube an die Menschenrechte
„Die Sakralität der Person – Eine neue Genealogie der Menschenrechte“ lautet der Titel des Werkes des Sozialphilosophen Hans Joas. Die Menschenrechte seien für uns das „offensichtlich Gute“. Methodisch handele es sich um eine neue Art, die „affirmative“ Genealogie. „Wahlverwandtschaften“ würden unter anderem Christentum und Humanismus verbinden. So stimmten sie in der Art ihrer Erzählungen und in der Idee der Person überein. Gemeinsam sei ihnen dabei die Vorstellung von Heiligkeit, die sich dann auch als „Glaube an die Menschenrechte“ zeige.

#### Verbindung von Europäischer Aufklärung mit jüdisch-christlichem Theismus
Der politische Philosoph Andreas Nix hat „bewusst eine enge Verbindung zwischen dem jüdisch-christlichen Theismus und der Zivilreligion  hergestellt, denn es ist letztlich die ausdifferenzierte und orthodoxe Theologie, die Zukunftsentwürfe mittragen sollte – nicht in der Form eines Diktates, aber in der Form einer zur Selbstbeschränkung und Selbstreflexivität mahnenden Stimme. Die Theologie ist dazu im Stande, sowohl an die Eigenverantwortung zu appellieren als auch die Grenzen der Eigenverantwortung zu erfassen. Die Zivilreligion lebt von dieser Theologie, es ist ihr Herzstück.“

## Menschenbild der Zivilreligion
Das Menschenbild der Zivilreligion bestimmen drei Elemente, die „Seele“  und „Menschenwürde“ sowie die Idee der „Person“. Als Rechtsperson ist der Mensch dann eigenverantwortlicher Träger von Rechten und Pflichten.

## Zivilreligion und Islam
Speziell in Südostasien ist eine Diskussion um das Konzept der Zivilreligion nach Robert N. Bellah aus der Perspektive der „islamischen Welt“ zu beobachten. Im Jahr 1999 wurde Bellahs Buch Beyond Belief durch das islamische Verlagshaus Paramadina ins Indonesische übersetzt. Bei den Vorstellungen einer Zivilreligion orientiert man sich an den sozialen Verhältnissen in der Stadt Medina zur Zeit des Propheten als Gesellschaftsideal (medina fadila). Hieran schließt sich die Debatte um mögliche Formen einer Zivilgesellschaft an (masyarakat madani), auch wenn sich madani nicht von Medina, sondern von madaniyya (Zivilisation) ableitet.
Die Diskussion folgt der Einsicht, dass Glaubensgemeinschaften wie das Christentum und der Islam keine in sich geschlossenen Gesellschaftsmodelle liefern. Vielmehr sind sie darauf angelegt, „sich im Kontext jeweiliger Gegebenheiten aus ihren Quellen zu entfalten und auf die Probe zu stellen. Religion wird zum kommunalen Prozess eines Dialogs um gesellschaftliche Ideale; ein Dialog in dem man sich auf das Andere bezieht (re-aliter) und dabei Wirklichkeit konstruiert (Re-alität). Zivilreligion wird somit zur Aufgabe der Mitglieder einer Gesellschaft, sich im Kontext dieser Wirklichkeit zu verantworten.“